# Sun Caiyun
Sun Caiyun (chinesisch 孫 彩雲 / 孙 彩云, Pinyin Sūn Cǎiyún; * 21. Juli 1973 in Shenzhen) ist eine ehemalige chinesische Stabhochspringerin.
Am 18. Mai 1992 stellte sie in Nanjing mit 4,05 m den ersten offiziellen Weltrekord auf, den sie am 18. Mai 1995 in Taiyuan auf 4,08 m verbesserte.
1997 wurde sie Vierte bei den Hallenweltmeisterschaften in Paris, 1998 gewann sie Bronze bei den Asienspielen in Bangkok, und 1999 kam sie bei den Hallenweltmeisterschaften in Maebashi auf den 22. Platz.
Viermal wurde sie chinesische Meisterin (1992, 1993, 1996, 1999).
1994 wurde sie wegen eines Dopingvergehens für drei Monate gesperrt.

## Persönliche Bestleistungen
- Stabhochsprung: 4,25 m, 7. Mai 1996, Nanjing
  - Halle: 4,28 m, 27. Februar 1996, Tianjin